# خلل التنسج الليفي أحادي العظم
خلل التنسج الليفي أحادي العظم هو شكل من أشكال خلل التنسج الليفي حيث يوجد عظم واحد فقط. وهي تضم غالبية حالات خلل التنسج الليفي (حوالي 70-80%).
خلل التنسج الليفي أحادي العظم هو مرض عظمي نادر يتميز باستبدال العناصر الطبيعية للعظام بالنسيج الضام الليفي، والذي يمكن أن يسبب تورمات مؤلمة للغاية وتشوهات في العظام، ويجعل العظام هشة بشكل غير طبيعي وعرضة للكسر.
عيب خلقي، غير موروث، حميد في نمو العظام في عظم واحد، ويتكون من استبدال النخاع الطبيعي والعظم الإسفنجي بعظم غير ناضج مع سدى ليفي. يحدث خلل التنسج الليفي أحادي العظم بوتيرة متساوية في كلا الجنسين ويتطور بشكل طبيعي في وقت مبكر من الحياة، مع ظهور الآفات بشكل متكرر في أواخر العقد الأول وأوائل العقد الثاني. معظم المرضى لا يعانون من أعراض، مع التشخيص غالبًا ما يتم تحديده بعد اكتشاف عرضي أو بألم أو تورم أو كسر. عادة ما تتضخم الآفات بما يتناسب مع نمو الهيكل العظمي ويبقى الاستبدال غير الطبيعي نشطًا فقط حتى نضج الهيكل العظمي.
لا يتحول خلل التنسج الليفي الأحادي إلى النوع متعدد العظام. عندما تكون الأعراض موجودة فإنها غالبًا ما تكون غير محددة، بما في ذلك الألم أو التورم أو الكسر المرضي. غالبًا ما يصيب الضلوع (28%) وعظم الفخذ القريب (23%) والساق وعظام الوجه (10-25%) والعضد (10-25%).